# Thomas Allen
Thomas Boaz Allen es un barítono inglés, nacido en Seaham Harbour, County Durham, el 10 de septiembre de 1944. 
Hizo su debut con el papel de Fígaro en El barbero de Sevilla, de Rossini, en la Ópera Nacional Galesa de Cardiff en 1969.
Ha destacado sobre todo en su interpretación de Don Giovanni, de Mozart, rol que ha interpretado en el Festival de Glyndebourne (1982), Múnich (1986) y La Scala (1987), así como en la Ópera Estatal de Baviera.
Además, ha interpretado el papel de Eisenstein en Die Fledermaus, Don Alfonso y Ulisse en la Ópera Estatal de Baviera, Yeletsky (en La dama de picas), Sharpless (en Madama Butterfly) y el rol titular del musical Sweeney Todd en la Royal Opera House, Covent Garden. Igualmente, fue Eisenstein en el Festival de Glyndebourne, Don Alfonso en el Festival de Salzburgo, Forester (La zorra astuta) en la Ópera de San Francisco, así como Beckmesser en el Metropolitan Opera, de Nueva York. Ha sido Posa en la versión francesa de Don Carlos de Verdi en la Ópera de París.
También ha dado recitales en el Reino Unido, por toda Europa, Australia y en los Estados Unidos. 
Desde finales de los años setenta ha aparecido regularmente en la Royal Opera House de Londres en el Covent Garden. Precisamente en 2006 se cumplen treinta y cinco años cantando en la Royal Opera House, a lo largo de los cuales ha cantado más de cuarenta papeles distintos. También se celebrará este año el veinticinco aniversario de su debut en el Metropolitan Opera de Nueva York.
Ha grabado la mayor parte de su repertorio, con directores de orquesta tan conocidos como Georg Solti, James Levine, Sir Neville Marriner, Bernard Haitink, Sir Simon Rattle, Wolfgang Sawallisch y Riccardo Muti.
Su primer libro, Foreign Parts - A Singer's Journal se publicó en 1993. Recientemente ha dirigido por primera vez, en concreto Albert Herring en el Royal College of Music.

## Distinciones
- Bayerischer Kammersänger, otorgado por la Ópera Estatal de Baviera.
- Miembro honorario de la Real Academia de Música.
- Prince Consort Professor del Royal College of Music.
- El Hambro Visiting Professorship de estudios de opera en la Universidad de Oxford.
- Miembro del Royal College of Music.
- Miembro de la Universidad de Sunderland.
- Máster por la Universidad de Newcastle upon Tyne.
- Doctorado en música por la Universidad de Durham y la Universidad de Birmingham.
- En el año 1989 fue nombrado comendador de la Orden del Imperio Británico.
- En el año 1999 fue nombrado caballero.

## Películas
Entre las películas que ha hecho, cabe citar Mrs Henderson Presents, dirigida por Stephen Frears (2005).
Ha grabado numerosas óperas para la televisión: Eisenstein en Die Fledermaus (2003), The Forester en La zorra astuta (1995), Conde Almaviva en Las bodas de Fígaro (1991), Don Giovanni (1991 y 1989), Billy Budd (1988), Ulises en Il ritorno de Ulisse in patria (1985), Lescaut en Manon Lescaut (1983), Marcello en La Bohème (1982) o Guglielmo en Così fan tutte (1975).
- Datos: Q953628